# Jovan Žujović
Jovan Žujović (Brusnica kod Gornjeg Milanovca, 1856. – Beograd, 19. srpnja 1936.), srpski geolog i znanstvenik, profesor Beogradskog sveučilišta, predsjednik Srpske kraljevske akademije i prvi predsjednik Srpskog geološkog društva. 

## Životopis
Gimnaziju je završio u Beogradu, a zatim Prirodoslovno-matematički odsjek Velike škole (1877.). Nakon toga završio je Fakultet znanosti - prirodnjački odsjek u Parizu, a studirao je i na Antropološkoj školi u Parizu.
Kao prvi školovani geolog u Srbiji, izabran je 1880. godine za suplenta na Katedri za mineralogiju s geologijom na Velikoj školi u Beogradu. Ovim je začeta suvremena geološka škola u Srbiji. Iz Pariza donio je prvi polarizacioni mikroskop i uveo mikroskopska ispitivanja stijena. 1883. godine postao je redovni profesor Velike škole.
Za relativno kratko vrijeme (1880. – 1900.), izradio je prvu geološku kartu Srbije i napisao osnovne udžbenike iz geologije. Osnovao je Geološki zavod Velike škole (1889.), pokrenuo prvi geološki časopis u Srbiji “Geološki anali Balkanskog poluostrva” (1889.), koji izlazi i danas, i osnovao Srpsko geološko društvo (1891.).
Njegova najpoznatija djela su: Geologija Srbije i udžbenik Opšta geologija.

## Vanjske poveznice
- Biografija na sajtu SANU
- Kniga “Kameno doba” u elektronskom obliku
- Strana Jovana Žujovića na projektu Gutenberg[neaktivna poveznica]
- Fond Jovana Žujovića u Arhivu Srbije
- Začetnik geologije (“Politika”, 25. prosinca 2010)